# هيلاري هاريس
هيلاري هاريس (بالإنجليزية: Hilary Harris)‏ هو صانع أفلام وثائقية أمريكي، ولد في 9 ديسمبر 1929، وتوفي في 26 أكتوبر 1999 في نيويورك في الولايات المتحدة.

## وصلات خارجية
- هيلاري هاريس على موقع IMDb (الإنجليزية)
- هيلاري هاريس على موقع قاعدة بيانات الفيلم (الإنجليزية)